# Tòrrec
Tòrrec es una localidad española del municipio leridano de Vilanova de Meyá, en la comunidad autónoma de Cataluña.

## Historia
A mediados del siglo XIX, el lugar tenía unas 16 casas y formaba parte, junto con los pueblos de Lluçars, Boada, Argentera y Gàrzola, del municipio de la Baronia de la Vansa. La localidad aparece descrita en el decimoquinto volumen del Diccionario geográfico-estadístico-histórico de España y sus posesiones de Ultramar de Pascual Madoz de la siguiente manera: 

TORRECH: l. que forma ayunt. con Boada, Llusás, Argentera y Garsola, constituyendo entre todos la denominada baronía de Bansa, en la prov. de Lérida (10 leg.), part. jud. de Balaguer (6), aud. terr. y c. g. de Barcelona (24), dióc. de Seo de Urgel (12): sit. al pie de una montaña que lleva su mismo nombre, en clima templado, combatido por los vientos del N. y del E.; se padecen catarros, tercianas y afecciones gástrico-biliosas. Consta de unas 16 casas de mala distribucion, y depende en lo ecl. de la parr. de Llusás. Confina el térm. por el N. con el de Llusás (1/2 leg.); E. y S. el de Montargull (1), y O. el de Boada (3/4)  comprende diferentes fuentes potables, y un monte llamado tambien de Torrech, sit. al S. del pueblo, poblado de encinas y matorrales. Le cruza un arroyo nombrado el r. de Torrech, y hay igualmente dentro de su circunferencia una casa llamada la masía de Torrech. El terreno es montuoso, árido y pedregoso, con varios caminos locales y de herradura: el correo se recibe de la cartería de Villanueva de Meya. prod.: centeno, cebada, patatas, cáñamo, vino y aceita; cria ganado vacuno, lanar y cabrío, y caza de conejos, perdices y liebres. ind.: un molino harinero. pobl., riqueza y contr.: (V. el art. Llusás).
(Madoz, 1849, pp. 80-81)

Hoy día pertenece al municipio de Vilanova de Meyá. En 2022, la entidad singular de población tenía empadronados 27 habitantes y el núcleo de población 12 habitantes.